# 花巻酒販
花巻酒販株式会社（はなまきしゅはん）は、岩手県北上市村崎野に本社を構えた酒類・食品の卸売会社。
喜久盛酒造の子会社だった。2021年3月1日付で株式会社クラダシに吸収合併した。

## 沿革
- 1954年 - 喜久盛酒造三代目蔵元の藤村久喜が岩手県花巻市にて創業。
- 1971年 - 岩手県北上市村崎野に配送センターを設立。
- 2000年 - 本社を北上市へ移転。
- 2003年 - 藤村卓也が代表取締役社長に就任。
- 2004年 - 創業50周年。
- 2020年 - 10月に株式会社クラダシの子会社となる。一関市に本社を移転。[2]
- 2021年 - 同年3月1日付で株式会社クラダシに吸収合併。[3]

## 主な取引メーカー
- 喜久盛酒造株式会社
- 麒麟麦酒株式会社
- キリンビバレッジ株式会社
- 吾妻嶺酒造店
- 菊の司酒造株式会社
- 桜顔酒造株式会社
- 月の輪酒造店
- 川村酒造店
- 株式会社南部美人
- 株式会社浜千鳥
- 株式会社あさ開
- 株式会社エーデルワイン
- 辰馬本家酒造株式会社
- 秋田清酒株式会社
- 新政酒造株式会社
- 明利酒類株式会社
- トレボン食品株式会社
- 眞露株式会社
- 岩川醸造株式会社